# Corydale à bulbe plein
Corydalis solida
Espèce
Classification APG III (2009)
La Corydale à bulbe plein (Corydalis solida), également appelée Corydale à tubercule plein, est une espèce de plantes à fleurs de la famille des Fumariaceae selon la classification classique, et des Papaveraceae selon la classification phylogénétique (APGIII). C'est une plante herbacée originaire d'Europe.

## Taxinomie

### Étymologie
Le mot Corydalys vient du grec   « Korydalis », signifiant  « alouette huppée ». Cela est dû à la morphologie des fleurs, formant des éperons et ressemblant à l’aigrette des alouettes.
Solida vient également du grec « solido » qui signifie « solide ». Cela se réfère à la forme du bulbe qui forme un tout, il n’y a pas d’espace entre les différentes couches.

### Nom vernaculaire
Corydalis solida est souvent appelée « Corydale a bulbe plein »  ou « Corydale à tubercule plein ». Dans certaines régions elle est également surnommée « bird-in-a-bush » qui signifie « oiseau dans un buisson ». En effet, le mot grec « Korydalis » peut être traduit par « alouette huppée ». En raison de sa ressemblance avec la fleur de Corydalis solida, dont les pétales forment une sorte de crête , cette plante a l’aspect d’un buisson rempli d’oiseaux.

## Historique
Cette espèce de plante fut découverte et nommée en 1753 par Carl von Linné comme Fumaria bulbosa, qui la considérait alors comme appartenant à la  famille des Fumariaceae, les Fumariacées.
En 1771, Philip Miller rectifie la dénomination donnée par Linné en la renommant Fumaria solida.
Il faudra attendre 1811, lorsque Joseph Philippe de Clairville assignera cette plante au genre Corydalis. Elle porte depuis ce jour son nom actuel : Corydalis solida, Corydale à bulbe plein.

## Description générale

### Appareil végétatif
La Corydale peut atteindre 10 à 20 cm de hauteur . Ses feuilles sont alternes, pétiolées et composées.  Une à 3 petites lames coriaces, ou écailles, se situent sous ses feuilles. Les limbes sont généralement biternés pour les folioles primaires, tandis que les lobes des folioles secondaires sont plutôt ovales à oblongs avec une pointe arrondie. Il est nécessaire de noter que lorsque la plante va produire des fleurs, les feuilles seront plus simples, non pétiolées, de forme ovale et munies d’un apex lobé ou denté. Elles formeront donc des bractées enserrant la fleur. La tige est dressée avec trois écailles à la base.

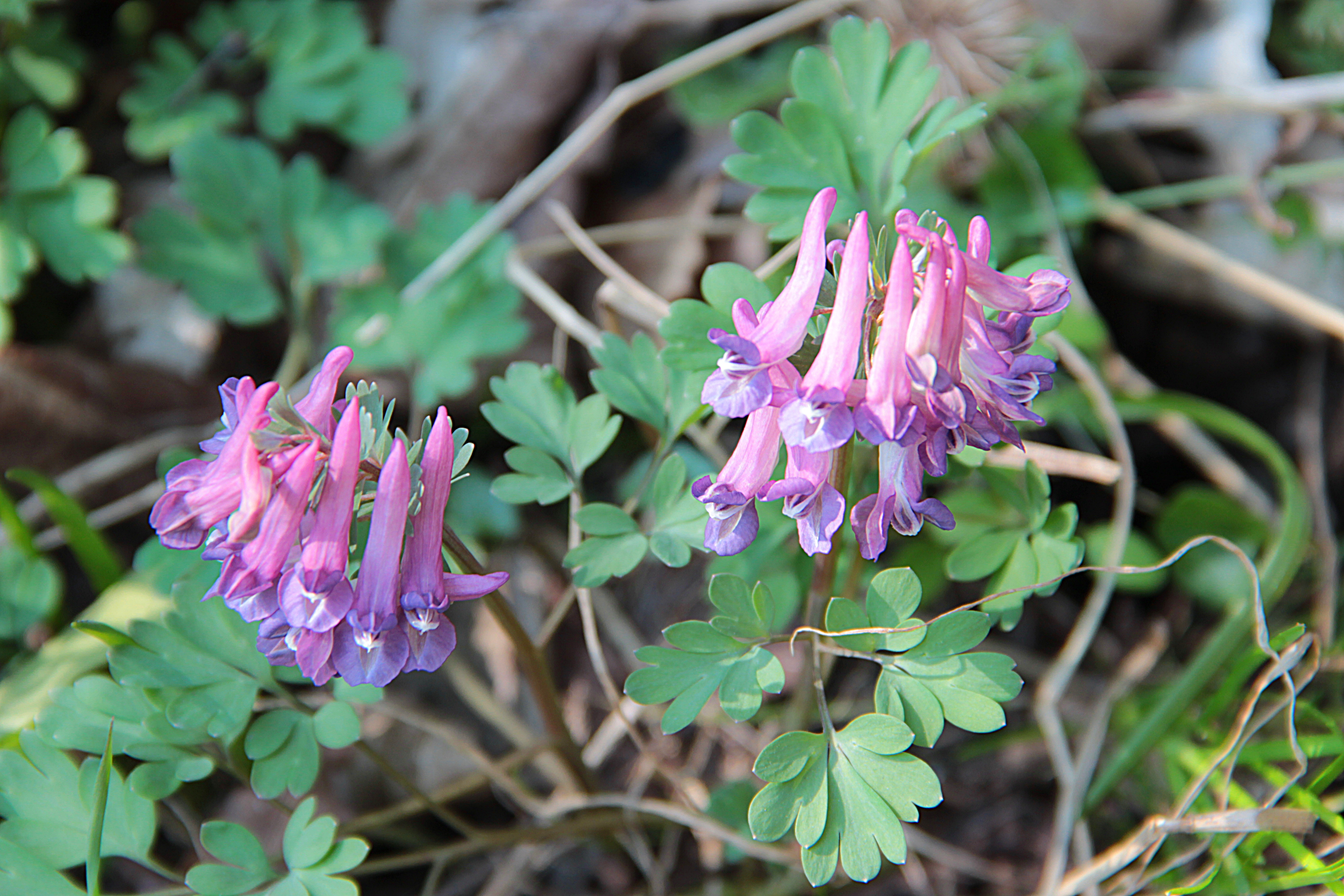
système caulinaire

Le système racinaire est peu étendu . Il comprend un bulbe pluristratifié, essentiel à la survie de la plante,  mais il n’y a pas d’espaces entre les différentes couches de ce dernier.

### Appareil reproducteur
La floraison a lieu durant les mois de mars à mai. Elles forment des inflorescences en grappes, allant de 10 à 20 fleurs hermaphrodites . Ces dernières ont une symétrie bilatérale et sont donc zygomorphes.  Elles sont composées de quatre pétales profondément soudées, de couleur mauve à rougeâtre. Le pétale inférieur est constitué d’un long éperon. Les fleurs comportent deux sépales, qui fanent rapidement. Les étamines, au nombre total de quatre, sont groupées par deux et ces groupes constitués d’une étamine complète et d’une demi-étamine. Quant au pistil, il est formé de deux carpelles soudés. 
Les fruits  sont des capsules elliptiques aplaties ressemblant à une silique. Leurs tailles vont de 10 à 25 mm de long. À la fin de leur formation, ils pendent à la plante. 

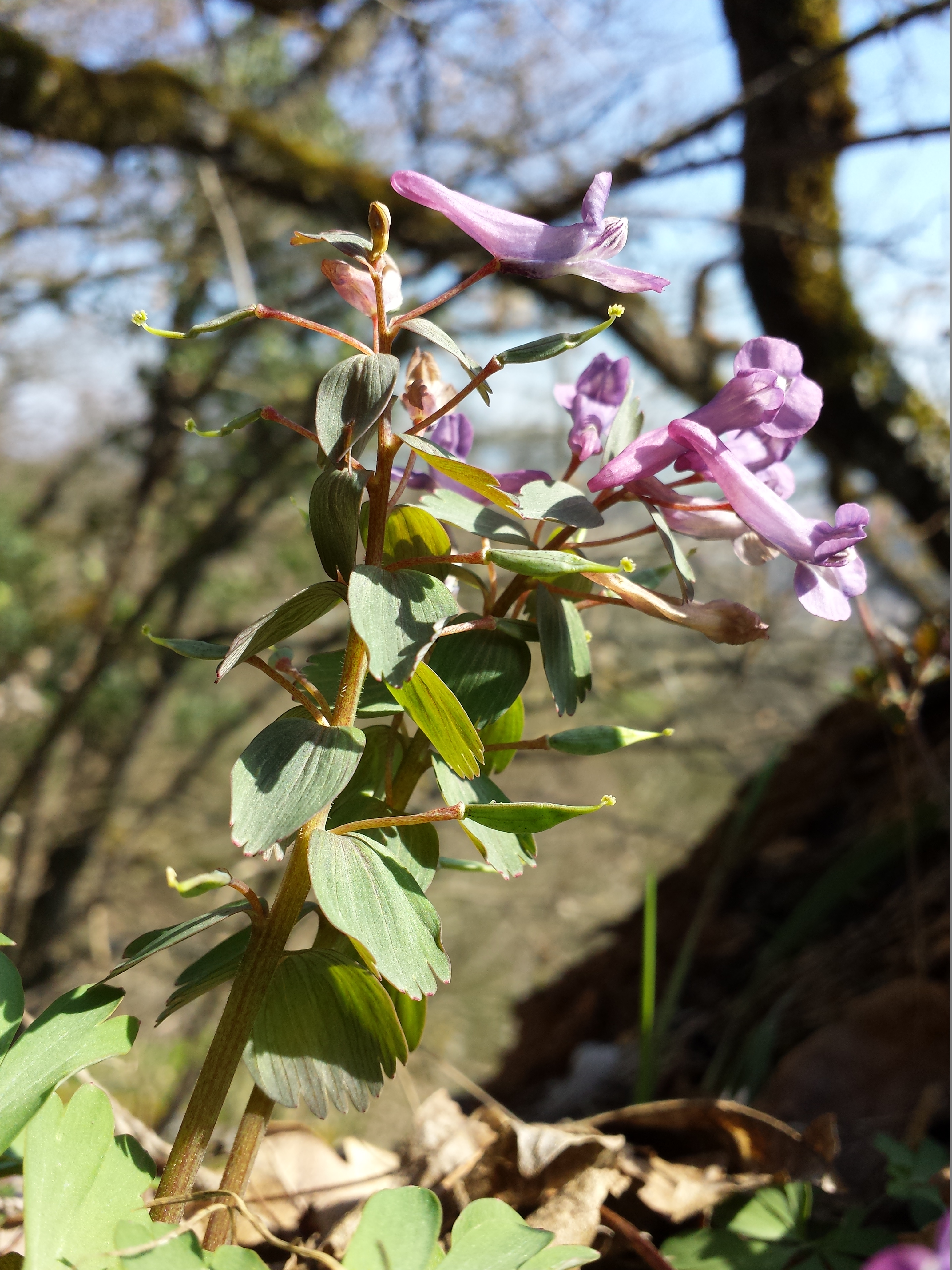
fruits

### Confusions possibles
Il est possible de confondre Corydalis solida avec des plantes faisant partie du genre Fumaria (comme Fumaria officinalis, la fumeterre officinale).
La Corydale à bulbe plein et la Corydale creuse, Corydalis cava,  se confondent aussi aisément mais se différencient principalement par la forme des bractées. La Corydale creuse a des bractées simples alors que la Corydale à bulbe plein a des bractées digitées, c’est-à-dire découpées en forme de doigts.

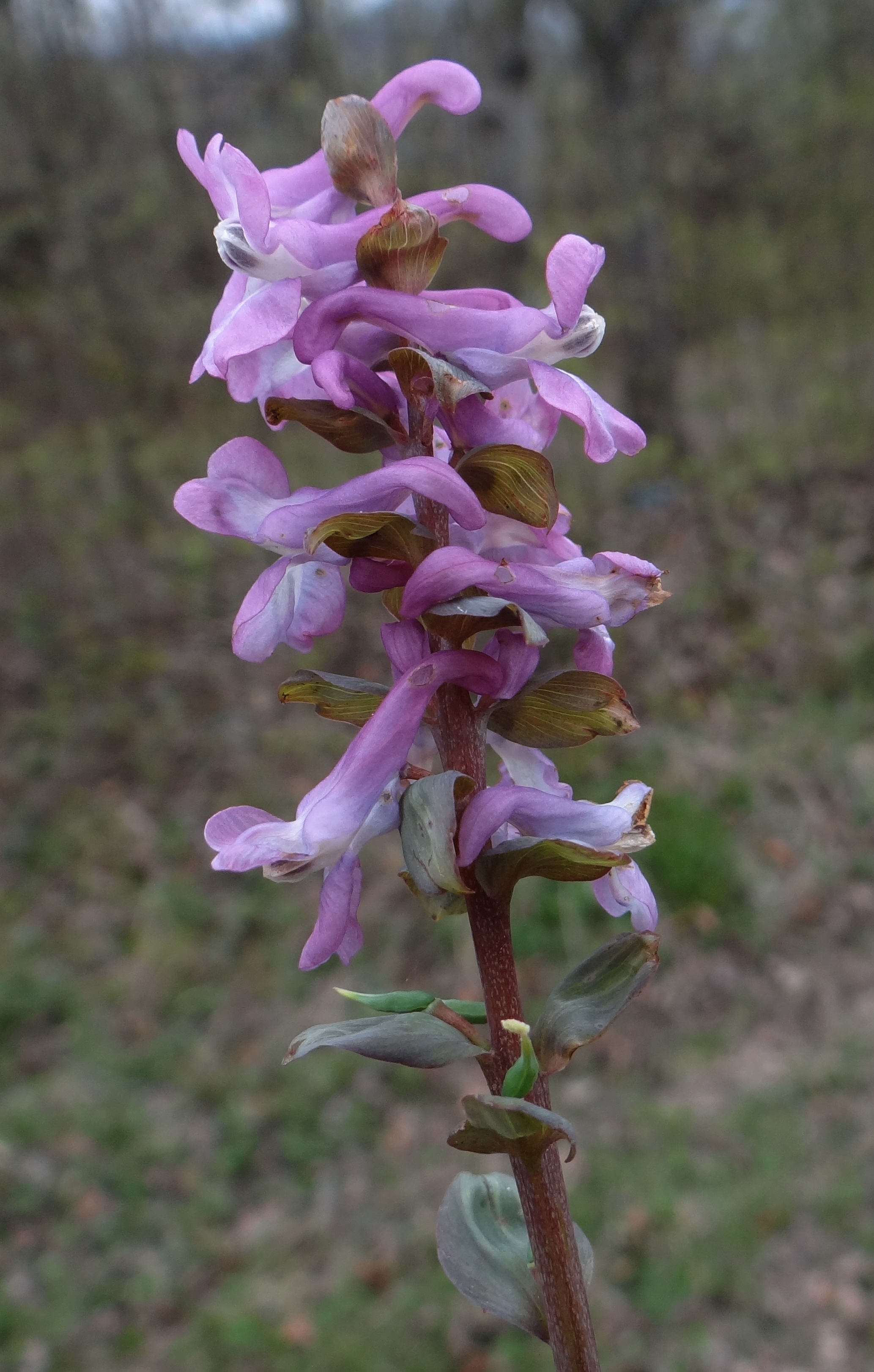
Corydalis cava

## Écologie
On trouve surtout la Corydale à bulbe plein en Europe centrale et méridionale jusque dans l’ouest de la Russie. On peut également la trouver en Angleterre  et aux États-Unis où elle a été naturalisée. La Corydale évite les régions côtières telles qu’en Europe occidentale mais fait une exception pour les côtes de la mer du Nord aux Pays-Bas .

### Habitat
La Corydale évite les sols salins ou trop riches en matière organique. Elle nécessite un milieu ombragé, une humidité atmosphérique importante, une température moyenne (ni chaud, ni froid) et un effet de continentalité moyen (ni marin, ni 100% continental) . Un sol optimal sera donc modérément riche en éléments nutritifs et aura une humidité moyenne ainsi qu’un pH plutôt basique, entre 10 et 11.
Cela explique pourquoi on trouvera généralement la Corydale à bulbe plein dans les bois notamment proche de sources, haies, bosquets, prairies, vergers, vignobles, etc. 

### Interactions avec d'autres organismes
Les fleurs sont pollinisées par les insectes, principalement les abeilles domestiques et les bourdons ,. Les interactions entre les pollinisateurs et la fleur dépendent des facteurs biologiques (moment de floraison, pollen, etc.) et morphologiques (nectar caché dans la fleur) . Elles peuvent aussi pratiquer l'autopollinisation.
Les fruits pendants facilitent la dissémination des graines, qui se fait principalement grâce aux fourmis .
Les chenilles du papillon Parnassius mnemosyne utilisent Corydalis solida comme plante hôte.

## Utilisations
L’usage principal des Corydales solides est l’ornementation. En effet, ces fleurs sont faciles à cultiver et forment des tapis colorés.
Cependant, cette plante a un pouvoir toxique considérable dû à la présence d’alcaloïdes , : la corydaline (en) (léger hallucinogène à paralysant selon la dose) et la bulbocapnine (agissant sur le système nerveux). Ces substances peuvent provoquer des troubles nerveux importants.
Néanmoins, ces alcaloïdes naturellement nocifs sont utilisés dans des médicaments traitant les troubles cérébraux, tels qu’utilisés dans le traitement de la maladie de Parkinson.

## Biologie

### Culture
La Corydale pousse de préférence dans des sols bien drainés et semi-ombragés tels que dans les bois. Les semis de graines sont réalisés en automne , ce qui améliorera la germination qui prend de 1 à 3 mois dans de bonnes conditions d’humidité relative et de température avoisinant les 15 °C. Cela aboutira à la formation de bulbes, atteignant 1 à 3 cm de large . 
Sous forme de bulbe, c’est une plante facile à cultiver dans les jardins mais il faudra prêter attention à le planter directement après achat. En effet, ces bulbes souffrent de la sécheresse et peuvent dès lors mourir rapidement. Après 1 an, les bulbes se ressèment spontanément.

### Ennemis et maladies
Cette plante est relativement résistante face aux maladies hormis le mildiou .
Les parasites les plus fréquemment rencontrés sur ces plantes sont les limaces et escargots qui peuvent causer de réels dégâts .

### Résistance au froid
La formation du bulbe de Corydalis solida lui permet d’être résistante au froid , elle peut survivre à des températures allant jusque -15 °C. 

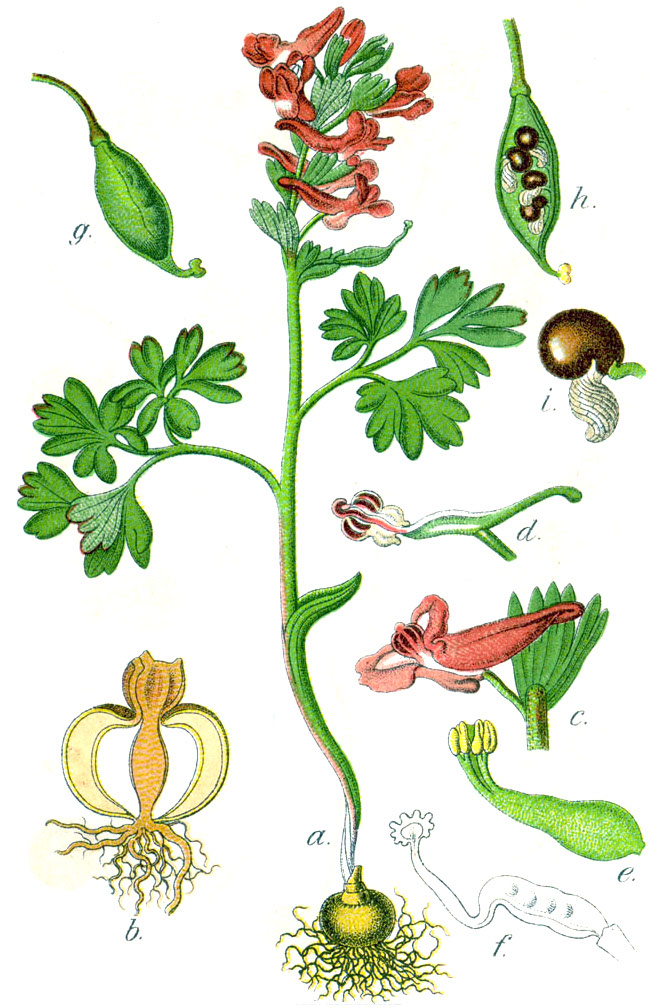